# Gmina Śliwice
Die Gmina Śliwice (deutsch Groß Schliewitz) ist eine Landgemeinde im Powiat Tucholski der Woiwodschaft Kujawien-Pommern in Polen. Ihr Sitz ist das gleichnamige Dorf.

## Gliederung
Zur Landgemeinde Śliwice gehören 17 Dörfer (deutsche Namen bis 1945) mit einem Schulzenamt:
| - Brzeźno (Briesen) - Brzozowe Błota (Birkenbruch) - Byłyczek - Krąg (Krong, 1942–1945 Krongen) - Laski (Laski, 1942–1945 Leschwiese) - Linówek - Lińsk (Linsk, 1942–1945 Lins) - Lipowa (Königsbruch) - Lisiny (Lissini, 1942–1945 Fuchshof) | - Lubocień (Lubotschin, 1942–1945 Laub, Tucheler Heide) - Łąski Piec - Okoniny (Deutsch Okonin, 1942–1945 Neuockern) - Okoniny Nadjeziorne - Rosochatka (Rosochatka, 1942–1945 Rohstein) - Śliwice (Groß Schliewitz, 1942–1945 Schliewitz) - Śliwiczki (Klein Schliewitz, 1942–1945 Schliewitzhof) - Zwierzyniec (Zwierzyniec, 1939–1945 Wildgarten) |

Weitere Ortschaften der Gemeinde sind:
| - Główka (Glowka , 1942–1945 Seeheide) - Jabłonka (Jablonka) | - Kamionka (Kamionka) - Łoboda (Labodda, 1942–1945 Robertsheide) | - Mała Główka - Zarośle (Sarosle) |

## Verkehr
Der Bahnhof Śliwice liegt an der Bahnstrecke Laskowice Pomorskie–Bąk. Westlich des Ortes verläuft zudem die Bahnstrecke Nowa Wieś Wielka–Gdynia mit einigen Halten im Gemeindegebiet.